# Lucjan Fajer

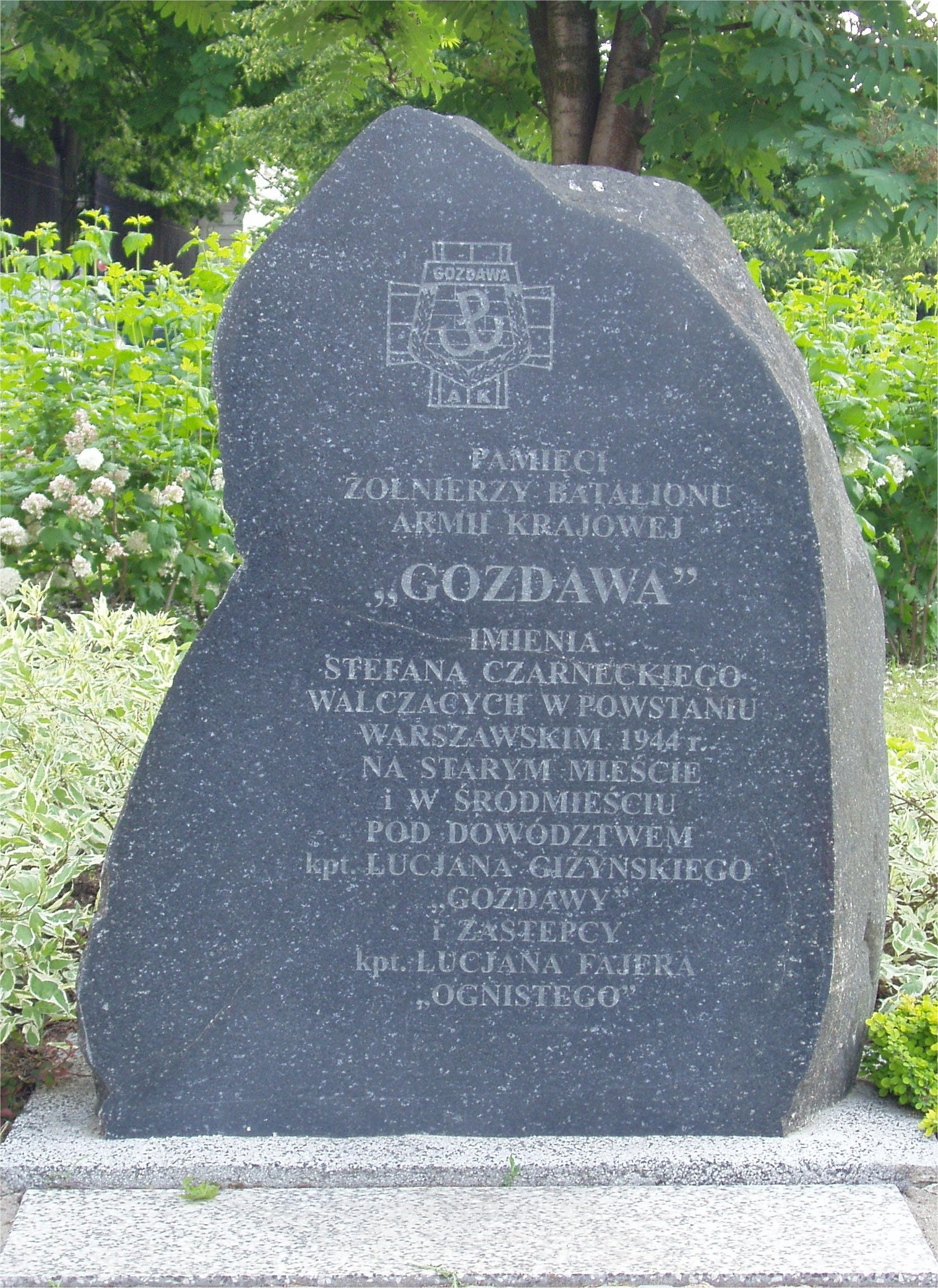
Pamięci żołnierzy baonu Gozdawa, kpt. Giżyńskiego i Fajera

Lucjan Wincenty Fajer ps. „Ognisty” (ur. 9 lutego 1904 w Kawodrzy Dolnej, zm. 23 lutego 1984 w Warszawie) – biegły sądowy, grafolog, pracownik Laboratorium Centrali Służby Śledczej Policji Państwowej, kapitan Wojska Polskiego, uczestnik powstania warszawskiego w szeregach Armii Krajowej.

## Życiorys
Lucjan Fajer urodził się 9 lutego 1904 we wsi Kawodrza Dolna i był synem Józefa oraz Joanny z domu Kokot. Uczył się w Częstochowie w Gimnazjum im. Henryka Sienkiewicza. 
Jako ochotnik pełnił w listopadzie 1918 pomocniczą służbę przy oddziale Straży Granicznej w Herbach. Uczestniczył ochotniczo od maja do sierpnia 1921 jako łącznik w kompanii sztabowej pseudonim „Butrym” w III powstaniu śląskim. 
Kontynuował naukę w Chorzowie w gimnazjum, a następnie od września 1924 w Radomsku w Społecznym Gimnazjum Męskim im. F. Fabianiego i otrzymał w nim w czerwcu 1927 świadectwo dojrzałości. W okresie lipiec 1927 – wrzesień 1928 odbył służbę wojskową w Batalionie Podchorążych Rezerwy Piechoty Nr 7 w Śremie. W 1935 został mianowany podporucznikiem ze starszeństwem z 1 stycznia 1934 i 2775. lokatą w korpusie oficerów rezerwy piechoty.
1 lipca 1929 wstąpił do Policji Państwowej w stopniu posterunkowego. Równolegle 1 września 1929 rozpoczął studia na Wydziale Nauk Politycznych i Społecznych Wolnej Wszechnicy Polskiej w Warszawie (od 11 października 1935 – Wydział Prawa i Nauk Ekonomiczno–Społecznych). 24 listopada 1936 wystąpił z prośbą do komendanta głównego Policji Państwowej o przemianowanie go na oficera PP. Pełnił wówczas służbę w Referacie Techniki Śledczej Centrali Służby Śledczej, w stopniu starszego posterunkowego. Raport złożony „drogą służbową” zyskał poparcie kierownika Referatu Techniki Śledczej, inspektora PP dr. Władysława Sobolewskiego i pełniącego obowiązki naczelnika Centrali Służby Śledczej, komisarza Józefa Jakubca. W październiku 1937 uzyskał dyplom magistra nauk ekonomiczno-społecznych, a w 1938 dyplom państwowy z ukończenia sekcji prawniczej Wydziału Prawa i Nauk Ekonomiczno-Społecznych. 27 kwietnia 1938 naczelnik Wydziału III Komendy Głównej PP major Kazimierz Danielkiewicz zawiadomił naczelnika Wydziału IV KG PP, że komendant główny PP nie wyraził zgody na mianowanie go oficerem PP w drodze wyjątku, natomiast dla umożliwienia mu awansu zdecydował o powołaniu go „na najbliższy kurs w Szkole Oficerskiej”. Z dniem 1 maja 1938 został mianowany przodownikiem PP.
Zaprzysiężony ekspert sądowy przy Sądzie Apelacyjnym w Warszawie. W okresie październik 1937 – sierpień 1938 był absolwentem Szkoły Oficerskiej Policji Państwowej, a po jej ukończeniu pracował w Laboratorium Centrali Służby Śledczej KG PP w Warszawie. 
Mieszkał podczas okupacji przy ul. Siennej 22. W tajnym Instytucie Kolonialnym w latach 1942–1944 ukończył studia. Od listopada 1939 w konspiracji w Związku Odbudowy Rzeczypospolitej lub w ZPN, a następnie przeszedł na początku 1940 do „Miecza i Pługa”, gdzie od lipca dowodził kompanią. Był organizatorem i pierwszym dowódcą oddziału im. Stefana Czarnieckiego, który zwano początkowo Batalionem Praskim i Oddziałem Praskim, a wiosną 1943 przekazał funkcję dowódcy por. Lucjanowi Giżyńskiemu „Gozdawie”. Przeszedł wówczas do sztabu Okręgu Warszawa „Miecza i Pługa” oraz był wykładowcą w szkole podchorążych. Kiedy oddział im. Stefana Czarnieckiego w kwietniu 1944 wszedł w skład Zgrupowania AK „Łukasiński”, również i Fajer został zaprzysiężony w AK.
Podczas powstania warszawskiego był oficerem operacyjnym i zastępcą Lucjana Zygmunta Giżyńskiego – dowódcy baonu „Gozdawa” walczącego na Starym Mieście i w Śródmieściu. Uczestniczył m.in. w walkach o gmach Polskiej Wytwórni Papierów Wartościowych (PWPW, 25 sierpnia 1944). 19 września 1944 został ranny podczas walk. Po kapitulacji walk powstańczych znalazł się w oflagu VII-A Murnau (Nr jeniecki 102179). 29 kwietnia 1945 został uwolniony z niewoli przez oddziały amerykańskie i w sierpniu przydzielony do Obozu Zbornego Nr 1 w Paryżu. W lutym 1946 powrócił do kraju i osiadł w Łodzi, a w 1950 przeniósł się na stałe do Warszawy. Działacz ZBoWiD oraz przewodniczący środowiska żołnierzy batalionu AK „Gozdawa”. Na zlecenie Towarzystwa im. Fryderyka Chopina w 1973 dokonał ekspertyzy grafologicznej rzekomych listów Chopina do Delfiny Potockiej. Na Uniwersytecie Śląskim otrzymał w 1980 stopień dr. prawa. Zmarł w Warszawie 23 lutego 1984 i został pochowany na Cmentarzu Komunalnym na Powązkach w kwaterze powstańców śląskich (kwatera C7-3-19).

## Awanse
- porucznik – rozkaz komendanta Okręgu Warszawa „Miecza i Pługa” z 1 lipca 1940 ze starszeństwem z 1 stycznia 1940
- kapitan – rozkaz Komendanta Głównego „Miecza i Pługa” z 1 stycznia 1942 ze starszeństwem z 1 stycznia 1941

## Ordery i odznaczenia
- Order Virtuti Militari – rozkaz Dowódcy AK nr 526 z 28 sierpnia 1944. Nr krzyża: 12419[11],
- Krzyż Walecznych – rozkaz Dowódcy AK L. 511 z 18 sierpnia 1944[9],
- Złoty Krzyż Zasługi z Mieczami – rozkaz Dowódcy AK L. 495 z 1 października 1944,
- Krzyż Kawalerski Orderu Odrodzenia Polski

## Publikacje
- Żołnierze Starówki – Wspomnienia pamiętnikarskie jednego z uczestników Powstania Warszawskiego na Starym Mieście
- Orzeczenie eksperta w sprawie listów Fryderyka Chopina
- Pismo Jako Dowód Rzeczowy – Nakładem Gazety Administracji i Policji Państwowej Warszawa 1939.